# Geografia Gujany Francuskiej

Mapa fizyczna z zaznaczonymi miastami i połączeniami drogowymi

Geografia Gujany Francuskiej – dziedzina nauki zajmująca się badaniem Gujany Francuskiej pod względem geograficznym.
Gujana Francuska jest departamentem zamorskim Francji, leżącym w północno-wschodniej części Ameryki Południowej nad Oceanem Atlantyckim. Kraj ten cechuje się klimatem równikowym, a charakterystyczną roślinnością są wilgotne lasy równikowe.

## Położenie, powierzchnia i granice
Gujana Francuska jest departamentem zamorskim Francji, leżącym w północno-wschodniej części Ameryki Południowej nad Oceanem Atlantyckim. Zajmuje powierzchnię 91 000 km², przy czym 89 150 km² to ląd a 1850 km² to wody. Długość linii brzegowej Gujany Francuskiej wynosi 378 km.
Skrajne punkty: północny 5°46'N, południowy 2°06'N, zachodni 54°33'W, wschodni 51°37'W. Rozciągłość południkowa wynosi 400 km, a równoleżnikowa 330 km.
Gujana Francuska graniczy z następującymi państwami:
- na zachodzie z Surinamem – długość granicy to 510 km[2]
- na południu i wschodzie z Brazylią – 673 km[2]

## Budowa geologiczna i rzeźba
Gujana Francuska leży na obszarze płyty południowoamerykańskiej i zajmuje tarczę gujańską. Jej nadbrzeżne tereny obejmują obszar morskich osadów, będących elementem brzeżnego zapadliska. 
Północną część kraju to nizina nadbrzeżna, która jest częścią Niziny Gujańskiej. Obszar ten zbudowany jest z osadów morskich i rzecznych. Tereny te są wybitnie nizinne do 100 m n.p.m. i w obrębie ujść rzek silnie zabagnione. 
Środkowa część Gujany lekko się podnosi na wysokości 150–300 m n.p.m. a jej południową część zajmują północno-wschodnie stoki Wyżyny Gujańskiej z najwyższym wzniesieniem kraju Bellevue de I'Inini (851 m n.p.m.). Na samym południu ciągnie się pasmo niskich gór – Serra de Tumucumaque wysokich na ponad 900 m n.p.m. Najwyższe wzniesienia tych gór leżą poza granicami Gujany Francuskiej.
Linia brzegowa jest wyrównana, praktycznie pozbawiona wszelkich zatok i półwyspów, jedynie na samym wschodzie znajduje się estuarium rzeki Oyapock. Gujana Francuska ma kilkanaście niewielkich przybrzeżnych wysepek, przeważnie niskich do 30 m n.p.m.: archipelag Îles du Salut i Ilet la Mère. Wybrzeże jest niskie, przeważnie namorzynowe i zabagnione. W niektórych miejscach, szczególnie na terenach zamieszkanych, występują plaże, będące atrakcją turystyczną kraju.

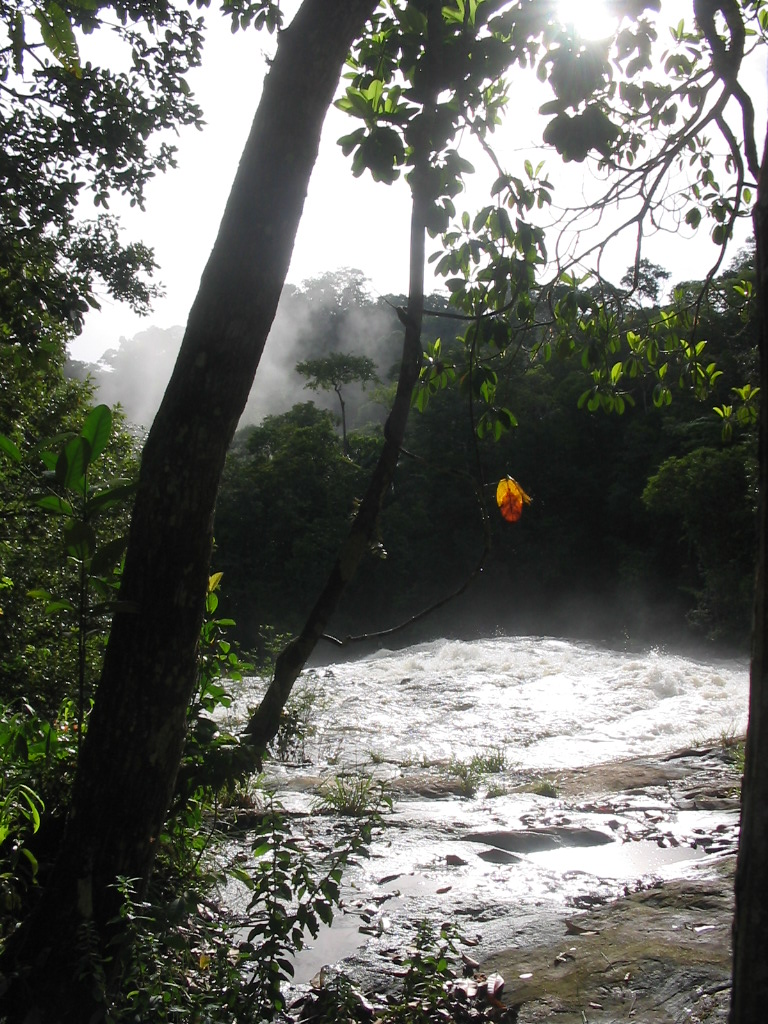
Wodospad Voltaire'a

## Klimat
Gujana Francuska leży w strefie klimatu równikowego wilgotnego, który charakteryzuje się występowaniem opadów przez cały rok. Dodatkową przyczyną wilgotnego i gorącego klimatu Gujany Francuskiej jest Prąd Południoworównikowy, który obmywa wybrzeża Brazylii, Gujany Francuskiej i płynie dalej w kierunku północno-zachodnim.
Temperatury są wysokie przez cały rok, ale nie występują ekstrema termiczne. Temperatury wynoszą od 25 °C do 27 °C. W Cayenne średnia temperatura w najchłodniejszym okresie wynosi 25,6 °C, a najcieplejszym 26,2 °C. Amplitudy dobowe są niewielkie.
Opady deszczu przez cały rok są wysokie, szczególnie między grudniem i lipcem. Nie występuje tu pora sucha. Jedynie na południowych krańcach kraju, w obrębie Wyżyny Gujańskie występuje kilkumiesięczna pora sucha, ale i tam opady są wysokie i przekraczają rocznie 2000 mm. W strefie nadmorskiej średni roczny opad wynosi 3500 mm, w Cayenne – 3800 mm. Przez cały rok utrzymuje się wysoka wilgotność powietrza powyżej 80%.

## Wody
Gujana Francuska należy do zlewiska Oceanu Atlantyckiego. Sieć rzeczna jest gęsta i zasobna w wodę co jest odzwierciedleniem klimatu, jaki panuje w tym regionie. Rzeki nie są zbyt długie i wszystkie płyną w kierunku północnym. Największymi są: Oyapock (Oiapoque), która jest rzeką graniczną z Brazylią, Maroni (Marowijne), graniczna z Surinamem, Inini, Sinnamary i Approuague. Rzeki te mają duży potencjał hydroenergetyczny. W ujścia rzek, a także w wielu miejscach wybrzeża licznie występują bagna.

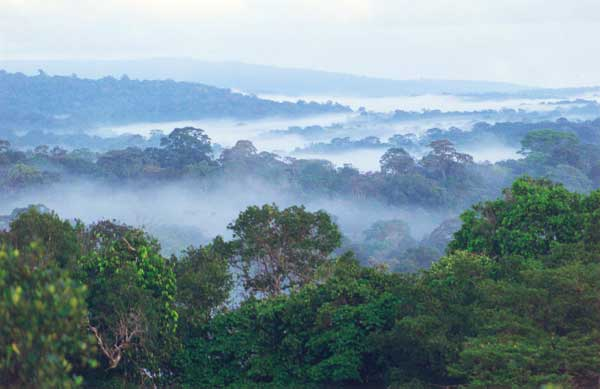
Las tropikalny

## Gleby
Niemal cały obszar Gujany Francuskiej pokryty jest typowymi dla klimatu równikowego czerwono żółtymi glebami. Są to gleby laterytowe, na których rośnie las tropikalny. Gleby te są bardzo podatne na erozję, którą nasila jej odsłonięcie w wyniku karczowania porastających lasów. W sąsiedztwie rzek występują żyzne gleby aluwialne, a tereny nadmorskie miejscami są pokryte przez gleby bagienne.

## Flora
Gujana Francuska należy do nielicznych miejsc na świecie w strefie klimatu równikowego, gdzie szata roślinna jest bardzo dobrze zachowana. Naturalną formację stanowią wilgotne lasy tropikalne, wiecznie zielone, które pokrywają 81% powierzchni kraju. Lasy te cechują się bogactwem gatunkowym, występują tu m.in. mahoniowce, puchowce i cedrzyki. Niektóre okazy drzew sięgają 50 m. Lasy obfitują w epifity i liany. 
Wybrzeże w wielu miejscach porastają namorzyny i wszelka bagienna roślinność występująca w wilgotnym środowisku klimatu równikowego. W wielu miejscach rosną palmy, szczególnie na wybrzeżu. 
Na południu, na terenach wyżej położonych występują niewielkie obszary wilgotnej i wysoko trawiastej sawanny, zwanej campos limpos.

## Fauna
Świat zwierząt podobnie jak roślinność jest dość dobrze zachowany. Fauna Gujany Francuskiej należy do krainy gujańsko-brazylijskiej i jest bogata gatunkowo. Do dużych ssaków należy rzadko występujący jaguar oraz puma. Charakterystycznymi ssakami są tapiry. W koronach drzew występują różne gatunki małp. 
Liczny i bogaty jest świat ptaków, zarówno tych żyjących w lasach, jak i tych morskich. Lasy obfitują ponadto w wiele gatunków owadów, w tym dużych i jadowitych pająków jak ptaszniki. W rzekach żyją kajmany. 